# Левенуэрт (Канзас)
Левенуэрт (англ.  Leavenworth ) — город и административный центр округа  Левенуэрт  в штате Канзас США.

## Описание
Административный центр округа с 1855 года. Находится в северо-восточном Канзасе. Расположен на реке Миссури. Впервые основанный как Форт Ливенворт в 1827 году полковником Генри Х. Ливенвортом для защиты путешественников на тропах Санта-Фе и Орегона, город был организован и заложен в 1854 году. В следующем году город стал первым инкорпорированным сообществом на территории Канзаса. К 1857 году он стал процветающей базой снабжения для поселения на Западе. Во время Гражданской войны в США город поддерживал Союз, хотя ранее он был ярым сторонником рабства.

## Население
| 1860 | 2010    | 2020    |
| ---- | ------- | ------- |
| 7429 | ↗35 251 | ↗37 351 |